# Station Nowa Iwiczna
Station Nowa Iwiczna is een spoorwegstation in de Poolse plaats Nowa Iwiczna.